# Numenes quadriplagiata
Numenes quadriplagiata är en fjärilsart som beskrevs av Walker 1855. Numenes quadriplagiata ingår i släktet Numenes och familjen tofsspinnare. Inga underarter finns listade i Catalogue of Life.